# Румбата, аз и Роналдо
„Румбата, аз и Роналдо“ е български 8-сериен телевизионен игрален филм (детски), излъчван по БНТ.
Разказва се за желанието на децата да спортуват футбол и борбата им с чиновниците за запазване на спортното игрище. Филмът е сниман в гр. Банкя – с.Иваняне.
В главните роли: Деян Донков, Васил Банов, Димо Алексиев, Гергана Данданова, Петя Силянова и децата актьори – Мартин Паунов (Мити), Мартин Методиев (Румбата), Ангел Христов (Роналдо), Илиан Божков (Боби), Дария Хаджийска (Ралица), Далия Георгиева (Деси).